# بروس كينغ
بروس كينغ (بالإنجليزية: Bruce King)‏ هو سياسي أمريكي، ولد في 6 أبريل 1924 في الولايات المتحدة، وتوفي بنفس المكان في 13 نوفمبر 2009. حزبياً، نشط في الحزب الديمقراطي.

## مناصب
- انتخب حاكم نيومكسيكو [الإنجليزية]‏ (1991 – 1995).
- انتخب حاكم نيومكسيكو [الإنجليزية]‏ (1979 – 1983).
- انتخب حاكم نيومكسيكو [الإنجليزية]‏ (1971 – 1975).
- انتخب عضو مجلس نواب نيومكسيكو.